# Arcos (Cuntis)
Arcos (oficialmente San Breixo de Arcos) es una parroquia española del municipio de Cuntis, perteneciente a la provincia de Pontevedra, en la comunidad autónoma de Galicia.

## Toponimia
El lugar puede aparecer referido como «Arcos», «San Breixo de Arcos», «Arcos de Furco» y «San Verísimo de Arcos de Furco».

## Historia
Hacia mediados del siglo XIX, el lugar, por entonces referido como una feligresía, tenía contabilizada una población de 794 habitantes. Aparece descrito en el segundo volumen del Diccionario geográfico-estadístico-histórico de España y sus posesiones de Ultramar de Pascual Madoz con las siguientes palabras:

ARCOS DE FURCO (San Verisimo de): felig. en la prov. de Pontevedra (5 leg.), dióc. de Santiago (4), part. jud. de Caldas de Reis (2), y ayunt. de Baños de Cuntis (1/2): sit. en terreno montuoso: clima frio, y poco saludable; comprende los l. de Arcos, Casa-da-Cruz, Casiña, Cayeyro, Cornado, Docio, los Ferreiros, Furco, Piso y Piñeyro, que reunen 142 casas de mediana construccion y pocas comodidades: hay escuela en los pueblos para ambos sexos, pagada por los padres de los alumnos: la igl. parr. (San Verísimo) está servida por un párroco de presentacion ordinaria como perteneciente al ant. señ. del arz. El térm. confina con los montes denominados de Casa-da-Cruz, Ferreiros y Arcos que la separan por N., E. y S. del part. de Tabeirós, y por O. con los caminos de la Estrada y Santiago que se dirigen á Pontevedra. El terreno es de mediana calidad, aunque húmedo y lagunoso; nacen dos regatos en el alto del monte con el nombre de Fragoso el uno y Arcos el otro, y se reunen el que viene de Portela, siguiendo su curso á la cap. del ayunt. hasta mezclar sus aguas con el de Puente-Taboada que va á Caldas de Reis: tiene algunos despoblados con pastos al N., E. y S. Los caminos son locales y algunos trasversales; todos en mal estado: el correo se recibe de las estafetas de Caldes de Reis y Estrada por medio de un peaton los domingos, miércoles y viérnes y sale los lúnes, miércoles y viérnes: prod.: maiz, centeno, trigo y algunas habas y hortaliza; cria ganado vacuno, lanar y mular y se cazan conejos liebres y lobos: ind. la agricola y algunos molinos harineros que solo trabajan en el invierno y en el verano bajan á hacer sus moliendas al puente Taboada; pobl. 154 vec.: 794 alm. contr. con su ayunt. (V).
(Madoz, 1845, p. 486)

En 2022, tenía empadronados 564 habitantes.

## Patrimonio
Hay en la parroquia una iglesia de San Verísimo.